# آسپینال (ویرجینیای غربی)
آسپینال (به انگلیسی: Aspinall) یک منطقهٔ مسکونی در ایالات متحده آمریکا است که در شهرستان لویس، ویرجینیای غربی واقع شده‌است. آسپینال ۲۶۲٫۱۳ متر بالاتر از سطح دریا واقع شده‌است.